# Carrer de Sant Honorat
El Carrer de Sant Honorat de Barcelona era el feu dels jueus rics de la ciutat, del qual ja se'n té notícies des del 1325.

## Història
En època del Call s'anomenava carrer de la Font dels Jueus, per la font pública que s'hi inaugurà el 4 de juliol de 1356. Es van cristianitzar els noms i passà a dir-se simplement carrer de la Font. Poc després, damunt de la font, es construí una capella amb una imatge de Sant Honorat i, per aquest motiu, passà a anomenar-se carrer de la Font de Sant Honorat, per tornar a canviar al cap d'uns quants anys, segurament quan es va treure la font, per carrer de Sant Honorat, tal com encara se'l coneix avui en dia.
El carrer desemboca a la plaça de Sant Jaume, centre corporatiu de la ciutat.

## Les fonts[2]
Els jueus disposaven de les seues pròpies fonts, ja que els cristians pensaven que els jueus els volien matar tots i un dia o altre enverinarien els pous públics. Per això, tenien prohibit anar a cercar aigua a les fonts públiques dels cristians i, si s'hi acostaven o n'agafaven aigua, eren apedregats.

## Façana gòtica de la Generalitat

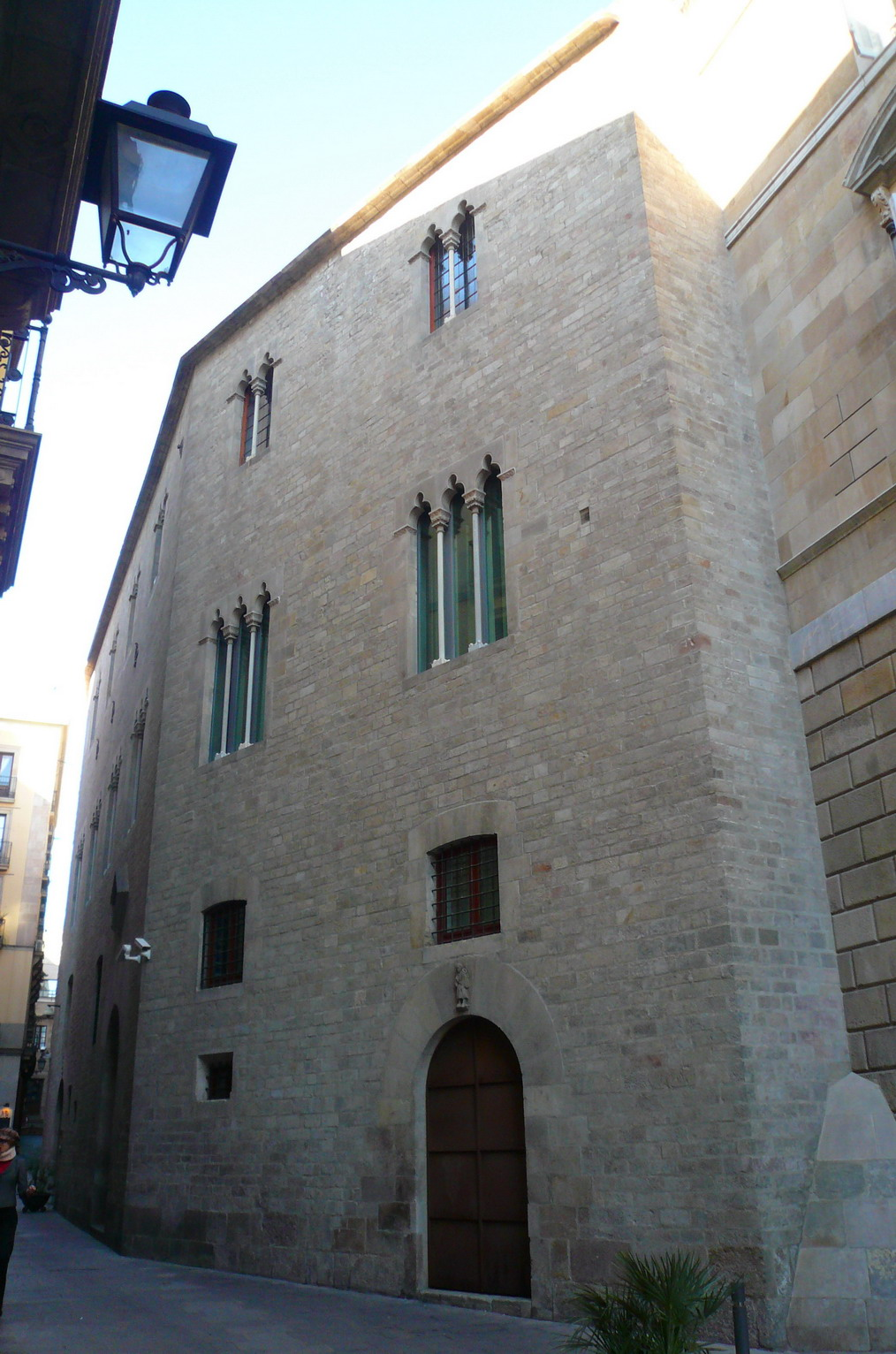
Façana del primer edifici dels que van acabar formant l'actual Palau de la Generalitat

El Call s'allargava, per aquest costat, aproximadament fins al mig del Pati dels Tarongers del Palau de la Generalitat. Aquesta façana gòtica, robusta i austera, correspon a les antigues cases de grans personatges jueus que van abandonar Barcelona en abolir-se el Call l'any 1401. Aleshores, foren confiscades i van passar a mans privades o institucions públiques. El 1403, la Generalitat hi disposà el seu estatge oficial i l'any 1418 hi foren oberts els grans finestrals de columnetes que l'enriqueixen. Posteriorment, en el segle xvii, s'amplià el palau sota la direcció d'obra de Pere Pau Ferrer, tal com el veiem actualment.

## Número 9, primera escola catalana

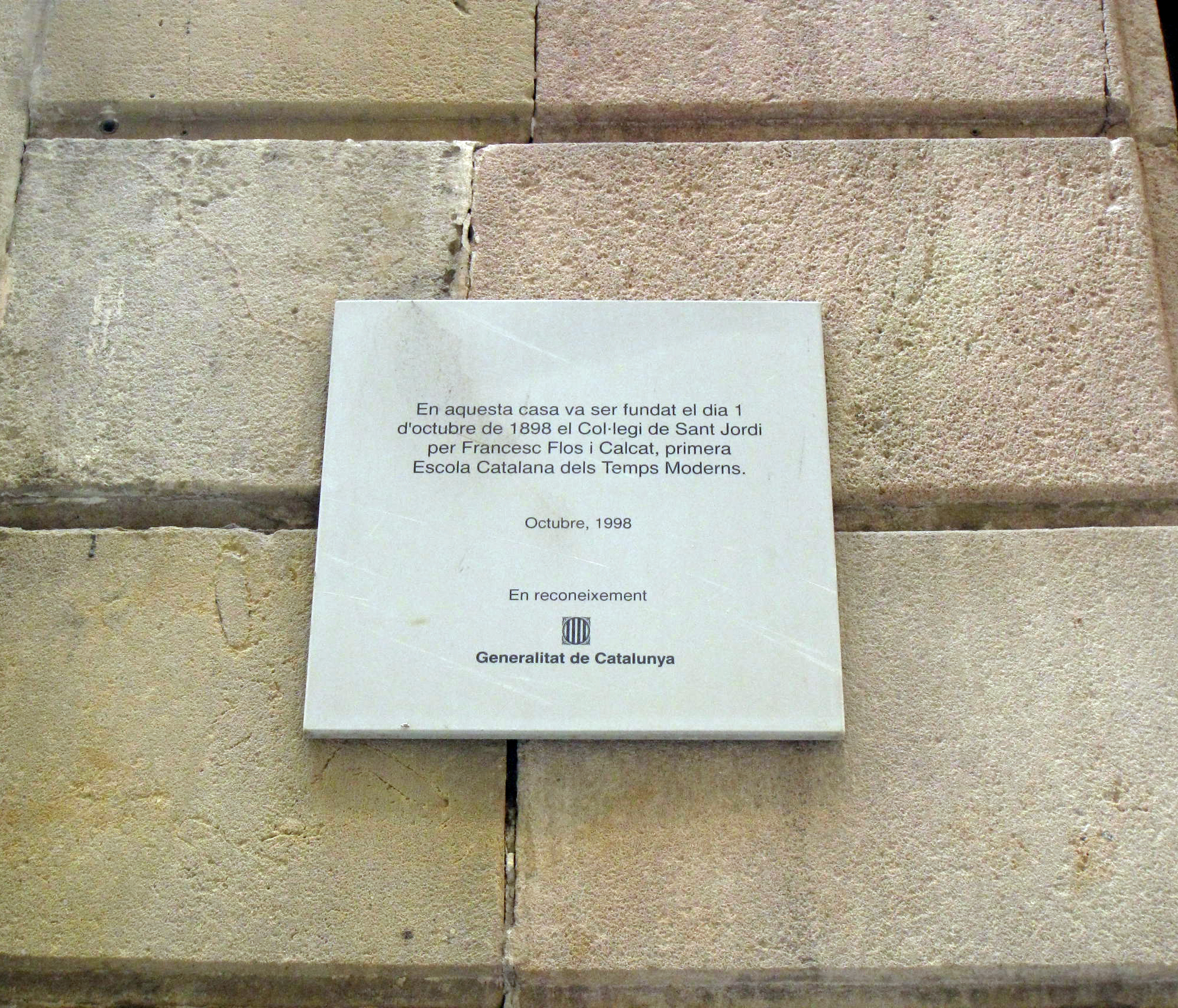
Placa en record del col·legi de Sant Jordi

La placa metàl·lica que hi ha a la paret no necessita més explicacions:
| « | En aquesta casa va ser fundat el dia 1 d'octubre de 1898 el Col·legi de Sant Jordi per Francesc Flos i Calcat, primera Escola Catalana dels Temps Moderns. Octubre 1998 En reconeixement Generalitat de Catalunya | » |